# Kunpeszér
Kunpeszér is een plaats (község) en gemeente in het Hongaarse comitaat Bács-Kiskun. Kunpeszér telt 677 inwoners (2002).